# هوموکپسیسین
هوموکپسیسین (به انگلیسی: Homocapsaicin) با فرمول شیمیایی C۱۹H۲۹NO۳ یک ترکیب شیمیایی با شناسه پاب‌کم ۱۱۶۷۴۱۴۷ است. که جرم مولی آن ۳۱۹٫۴۳ g/mol می‌باشد. 